# Seidenstraße (Rostock)

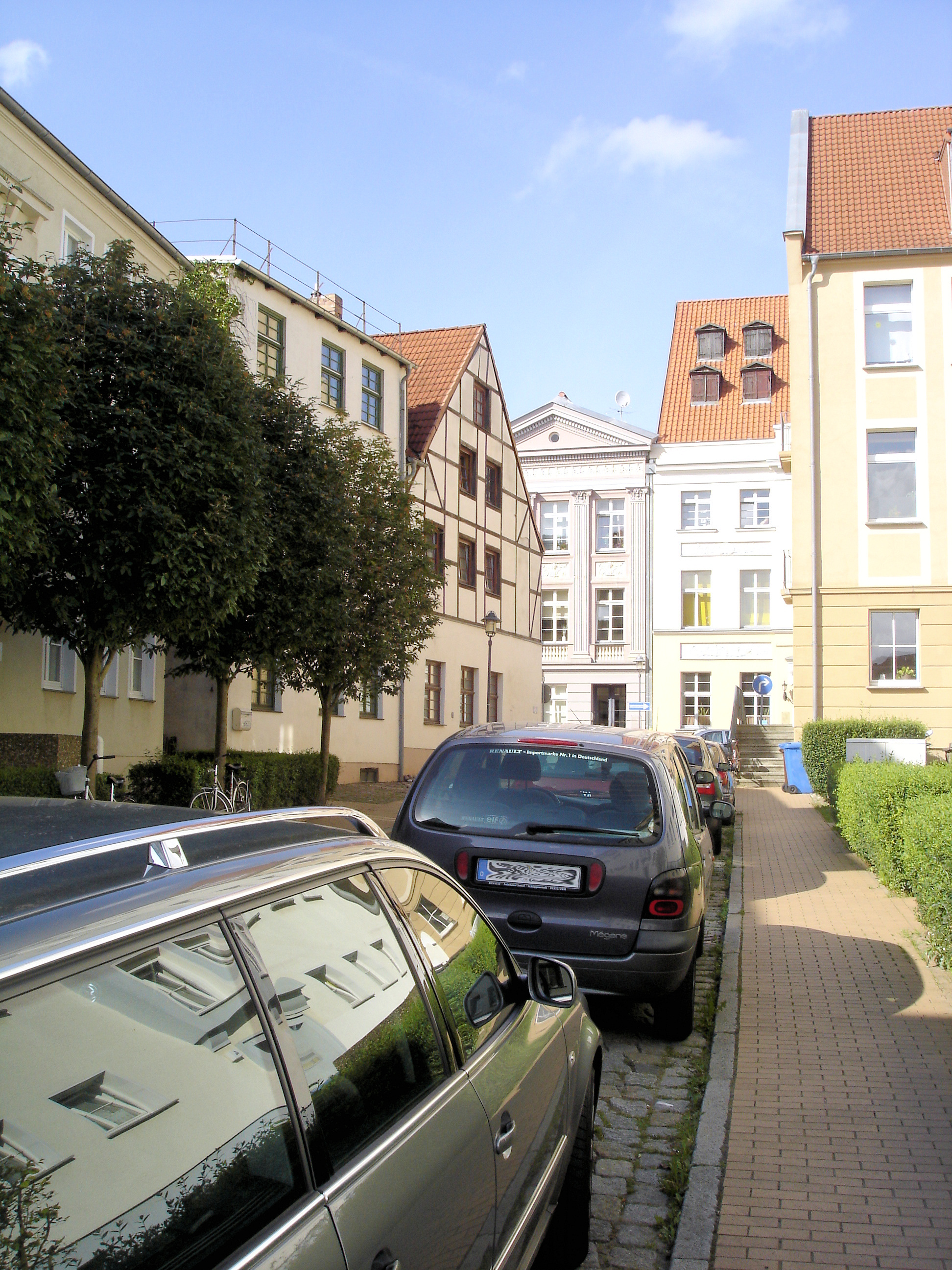
Seidenstraße (Blick nach Norden)

Die Seidenstraße in Rostock ist eine kurze Straße im historischen Stadtkern der Hansestadt. Sie verbindet in Nord-Süd-Richtung die Hartestraße mit der Fischbank. Sie ist Teil der einstigen Rostocker Altstadt. 
Die Straße wurde 1633 unter dem niederdeutschen Namen Siedenbüdel ersterwähnt, was entweder Seiden- oder Seitenbeutel bedeutet. Tatsächlich trug sie wegen ihrer Enge und Abgeschiedenheit im Volksmund um 1800 die Bezeichnung Hahnreihstraße. Auch unter dem Namen Enge Straße war sie zeitweilig bekannt. Im 19. Jahrhundert benannte man sie zum Zwecke ihrer Aufwertung in Seidenstraße um.
Bei den beiden Katastrophen der Rostocker Stadtgeschichte, dem Großen Stadtbrand von 1677 und dem Vier-Nächte-Bombardement Ende April 1942, wurde die Seidenstraße jeweils vollständig zerstört. Heute ist sie zu beiden Seiten mit einheitlichen Wohnhäusern bebaut.
Die Seidenstraße ist eine Einbahnstraße.

Koordinaten: 54° 5′ 24,5″ N, 12° 8′ 41,4″ O